# 386P/PANSTARRS
386P/PANSTARRS è una cometa periodica appartenente alla famiglia delle comete gioviane. La cometa è stata scoperta il 23 ottobre 2011, ma nel 2012 l'astrofilo tedesco Maik Meyer ha reperito immagini di prescoperta della cometa risalenti al 2004, ossia al precedente passaggio al perielio; la cometa è stata riscoperta il 26 settembre 2019.